# Raimund Hinkel
Raimund Hinkel (* 12. August 1924 in Wien; † 3. November 2002) war ein österreichischer Sachbuchautor.
Raimund Hinkel stammte aus einer seit den Franzosenkriegen in Floridsdorf ansässigen Familie. Nach Absolvierung der Lehrerbildungsanstalt wurde er zur Marine der deutschen Wehrmacht eingezogen. Aus anglo-kanadischer Gefangenschaft heimgekehrt wurde er Lehrer an der Volksschule für Mädchen und Knaben in der Schillgasse in Jedlesee. Danach leitete er fast zwanzig Jahre lang die Theodor-Körner-Schule in Donaufeld. Er war Mitarbeiter des Heimatmuseums Floridsdorf seit dessen Wiedereröffnung. Er veröffentlichte zahlreiche Bücher und hielt Vorträge zu heimatkundlichen Themen. 1988 erhielt er das Silberne Ehrenzeichen für Verdienste um das Land Wien. Er wurde am Jedleseer Friedhof bestattet.

## Werke
- mit Bruno Sykora: Heimat Floridsdorf. Mit erstem Floridsdorfer Straßenverzeichnis. Eipeldauer, Wien 1977
- Floridsdorf und die Donau, Wien, Selbstverlag, 1988
- Wien XXI. Floridsdorf, Wien, Brandstätter, 1994
- Wien an der Donau, Wien, Brandstätter, 1995
- Floridsdorf in alten Photographien, Wien, Brandstätter, 1996
- mit Kurt Landsmann: Floridsdorf von A-Z: Der 21. Bezirk in 1000 Stichworten, Christian Brandstätter Verlag, Wien 1997,  ISBN 3-85447-724-4.

## Nachweise
1. 1 2  Raimund Hinkel in der Verstorbenensuche bei friedhoefewien.at
2. ↑  Kurier, Samstag, 30. November 2002, S. 13
3. ↑  Wien XXI. Floridsdorf, Wien, Brandstätter, 1994, Klappentext.